# カミ遺跡群

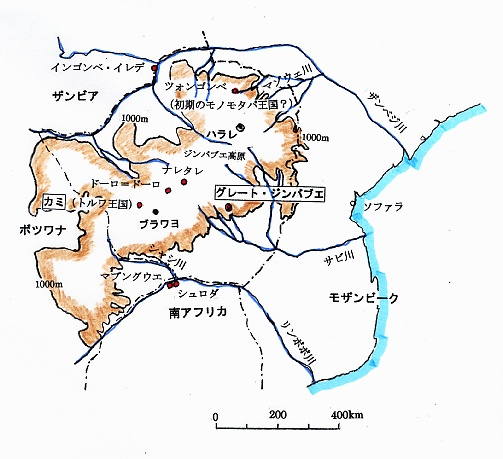
ジンバブエ共和国内の主な考古遺跡の位置図。

カミ遺跡群（カミいせきぐん、Khami Ruins National Monument）は、ジンバブエの標高1000mのジンバブェ高原の西部、ブラワヨ近郊にある石造遺跡群。カミ遺跡群国立記念物とも。
15世紀中葉にトルワ王国の首都となり、15世紀中葉から17世紀頃まで機能していた。建造物は、花崗岩を直方体に切り出して交互に積み重ねている。建物の壁の上部には、チェッカー板のように空間を開けたり、色の異なる石材を用いて装飾にしている。一帯はカラハリ砂漠に近く、シクンシ属とモモタマナ属の疎林が生えている。
遺跡が街として繁栄した時期は、放射性炭素年代測定と出土品から推察された。中国産の青磁や白磁、ポルトガル、ドイツ、北アフリカ産の陶磁器、17世紀にポルトガルで焼かれた中国産陶磁器の模倣品、スペイン産の皿が確認されている。石造建築、金製品や銀製品は、グレート・ジンバブエのものよりも加工技術が発展している様子がうかがわれた。
1986年、世界遺産（文化遺産）に登録された。

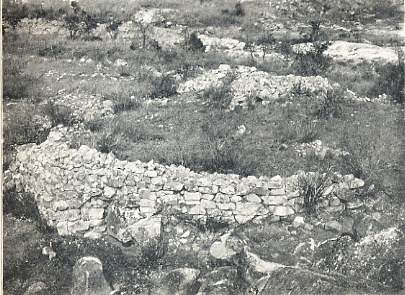
カミ遺跡の「東側の廃墟」(Randall-MacIver1906『Mediaeval Rhodesia』より)

## 登録基準
この世界遺産は世界遺産登録基準のうち、以下の条件を満たし、登録された（以下の基準は世界遺産センター公表の登録基準からの翻訳、引用である）。
- (3) 現存するまたは消滅した文化的伝統または文明の、唯一のまたは少なくとも稀な証拠。
- (4) 人類の歴史上重要な時代を例証する建築様式、建築物群、技術の集積または景観の優れた例。